# Pachystylidium hirsutum
Pachystylidium hirsutum es una especie de plantas con flores perteneciente a la familia  Euphorbiaceae. Es la única especie del género  Pachystylidium y se encuentra en  India, Tailandia, Indochina, Filipinas y la isla de Java.

## Taxonomía
Pachystylidium hirsutum fue descrita por Pax & K.Hoffm. y publicado en Das Pflanzenreich IV. 147 IX–XI(Hetf 68): 108–109. 1919.
Sinonimia
- Pachystylidium hirsutum var. irritans Pax & K.Hoffm.
- Tragia delpyana Gagnep.
- Tragia gagei Haines
- Tragia hirsuta Blume
- Tragia irritans Merr.[2][3]